# متحف بروكلين
متحف بروكلين (بالإنجليزية: Brooklyn Museum)‏ هو متحف فني يقع في حي بروكلين في مدينة نيويورك في الولايات المتحدة الأمريكية
تبلغ مساحة المتحف حوالي 560,000 قدم مربع (52,000 متر مربع) ، وهو يحوي أكثر من 1.5 مليون عمل فني.

## وصلات خارجية
- الموقع الرسمي لمتحف بروكلين